# Мензис, Арчибальд
Арчибальд Мензис (Ми́нгис; англ. Archibald Menzies /ˈmɪŋɨs/; 15 марта 1754, Уим — 15 февраля 1842, Кенсингтон, Мидлсекс) — шотландский биолог, ботаник, врач, хирург, доктор медицинских наук, художник и морской офицер.

## Биография
Родился 15 марта 1754 года. Изучал ботанику и медицину в Эдинбурге. С 1786 года несколько раз посещал Северную Америку, Китай и Гавайские острова, работая хирургом на торговых рейсах вокруг мыса Горн в северную часть Тихого океана. Вернулся в Великобританию в 1789 году, и в 1790 году был избран членом Линнеевского общества. В 1790 году был назначен натуралистом на корабль капитана Джорджа Ванкувера в его кругосветном путешествии на корабое Дисквавери. В 1794 году провёл три зимовки на острове Гавайии. Мензис с лейтенантом Джозефом Бейкером и двумя другими помощниками сделал первое зарегистрированное восхождение на вершину Мауна-Лоа. С помощью барометра он определил высоту в 4134 метров (точная современная высота — 4169 м.). Следующее восхождение состоялось только 29 января 1834 года — шотландец Дэвид Дуглас. Впервые посадил на Гавайях семена цитрусовых из Южной Африки, для пополнения запасов витаминов другими кораблями. В составе на службе Королевского флота в Вест-Индии до 1802 года. Ушёл в отставку из-за астмы. После ухода со службы занимался медицинской практикой в Лондоне. Мензис был очень уважаем натуралистами, в частности, за его знания мхов и папоротников. В 1799 году получил степень доктора медицинских наук. В 1826 году Мензис вышел на пенсию. Арчибальд Мензис умер 15 февраля 1842 года.

## Память
- В честь учёного был назван вид Pseudotsuga menziesii (Mirb.) Franco — Псевдотсуга Мензиса.
- Также в честь него был назван вид Tolmiea menziesii (Pursh) Torr. & Gray — Толмия Мензиса.

## Научная деятельность
Арчибальд Мензис специализировался на папоротниковидных, мохообразных и на семенных растениях.

## Научные работы
- Hawaii Nei 128 years ago. 1920 (postum erschienen).